# Obesidade mórbida

Circunferências que representam os perfis normal (esq.), com excesso de peso (cent.), e obeso (dir.)

A obesidade mórbida ocorre quando o peso de uma pessoa ultrapassa o valor 40 no índice de massa corporal - (IMC). De acordo com o "National Institutes of Health (NIH)" - Instituto Nacional de Saúde dos Estados Unidos, um aumento de 20% ou mais acima de seu  peso corporal ideal significa que o excesso de peso tornou-se um risco para a saúde.

## IMC
A fórmula para calcular o Índice de Massa Corporal é: IMC = peso / (altura)².
Tabela do IMC:
| Situação                     | Resultado     |
| ---------------------------- | ------------- |
| Muito abaixo do peso         | Até 16,9      |
| Abaixo do peso               | 17,0 - 18,4   |
| Peso normal                  | 18,5 - 24,9   |
| Sobrepeso                    | 25,0 - 29,9   |
| Obesidade Grau I             | 30,0 - 36,9   |
| Obesidade Grau II (severa)   | 37,0 - 39,9   |
| Obesidade Grau III (mórbida) | Acima de 40,0 |

Os riscos à saúde em pacientes Obesos são:
- Desenvolver Diabetes Mellitus tipo II;
- Problemas cardíacos;
- Dislipidemias;
- DA [Doença Arterial, cuja mais comum é a Coronariana(DAC)], com risco de desenvolver para IAM (Infarto Agudo do Miocárdio), ou AVE (Acidente Vascular Encefálico) isquêmico;
- Trombose Venosa com isquemia e necrose principalmente de partes distais do corpo, como pés;
- Hipertensão Arterial;
- Problemas Articulares (Joelhos e Coluna Lombar);
- Depressão [2].

## Tratamentos
O ideal é que a obesidade seja combatida preventivamente. Entretanto, após instaurada é necessário que o paciente seja submetido a tratamentos visando o emagrecimento com objetivo de combater os riscos à saúde relacionados com o peso excessivo.
Dentre os principais tratamentos existentes atualmente é possível destacar os seguintes:
- Reeducação alimentar: envolvendo mudança de hábitos para redução da quantidade total de calorias ingeridas diariamente e melhoria da qualidade nutricional das refeições.[3]
- Atividades físicas: compreende na intensificação de atividades físicas para promover maior gasto calórico, alterações no metabolismo e consequente perda de peso.[3]
- Medicações: utilização de medicamentos para supressão do apetite, ajuste do metabolismo e controle de ansiedade.[3]
- Intervenções : consistem na realização de intervenções realizadas diretamente no aparelho digestivo.[3] Algumas formas de cirurgias bariátricas, como a gastroplastia são mais invasivas e de lenta recuperação.[4] Existem também alternativas menos invasivas como endossutura gástrica e a colocação de balão intragástrico.[4][5]